# V366 Весов
V366 Весов (лат. V366 Librae) — одиночная переменная звезда в созвездии Весов на расстоянии (вычисленном из значения параллакса) приблизительно 11570 световых лет (около 3547 парсеков) от Солнца. Видимая звёздная величина звезды — от +12,5m до +12m.

## Характеристики
V366 Весов — пульсирующая переменная звезда типа RR Лиры (RRC).